# Dissaporus cylindricus
Dissaporus cylindricus là một loài bọ cánh cứng trong họ Cerambycidae.